# Roger Papaz
Le chef d'entreprise français Roger Papaz, né le 28 février 1925 à Paris et décédé le 9 octobre 2004 à Neuilly-sur-Seine à l'âge de 79 ans,, fut directeur général des AGF de 1979 à 1990, puis président du conseil de la banque de surveillance de la banque NSM à compter de 1994.